# Parauchenoglanis altipinnis
Parauchenoglanis altipinnis es una especie de pez de la familia Claroteidae en el orden de los Siluriformes.

## Morfología
• Los machos pueden llegar alcanzar los 21 cm de longitud total.

## Hábitat
Es un pez de agua dulce y de clima tropical.

## Distribución geográfica
Se encuentran en África: ríos  DJA ( cuenca del río Congo) y  Nyong al Camerún ,  Ogooué en Gabón, y  Sangha y  Chiloango en la República del Congo.